# 七島信用組合

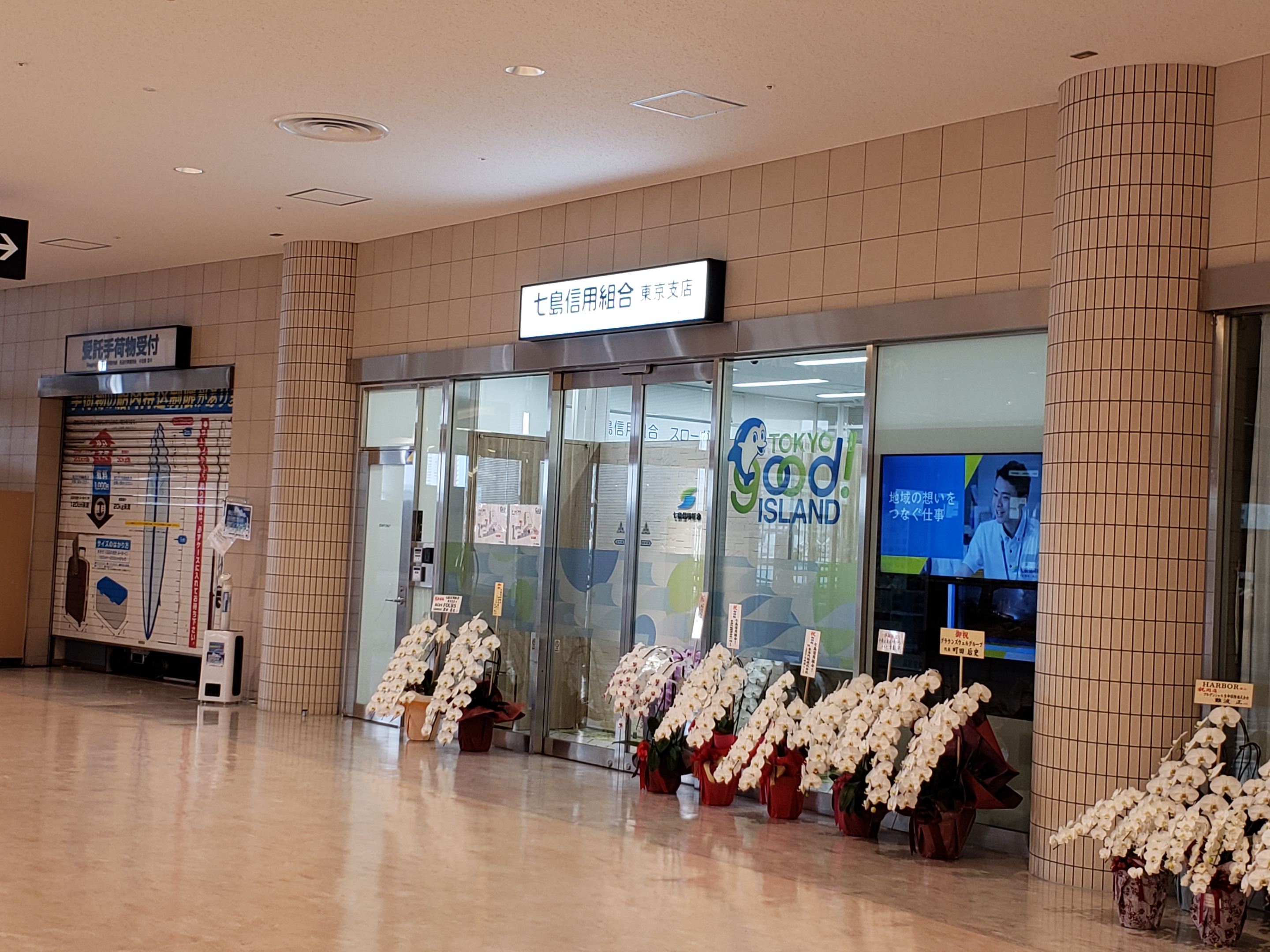
七島信用組合東京支店新店舗

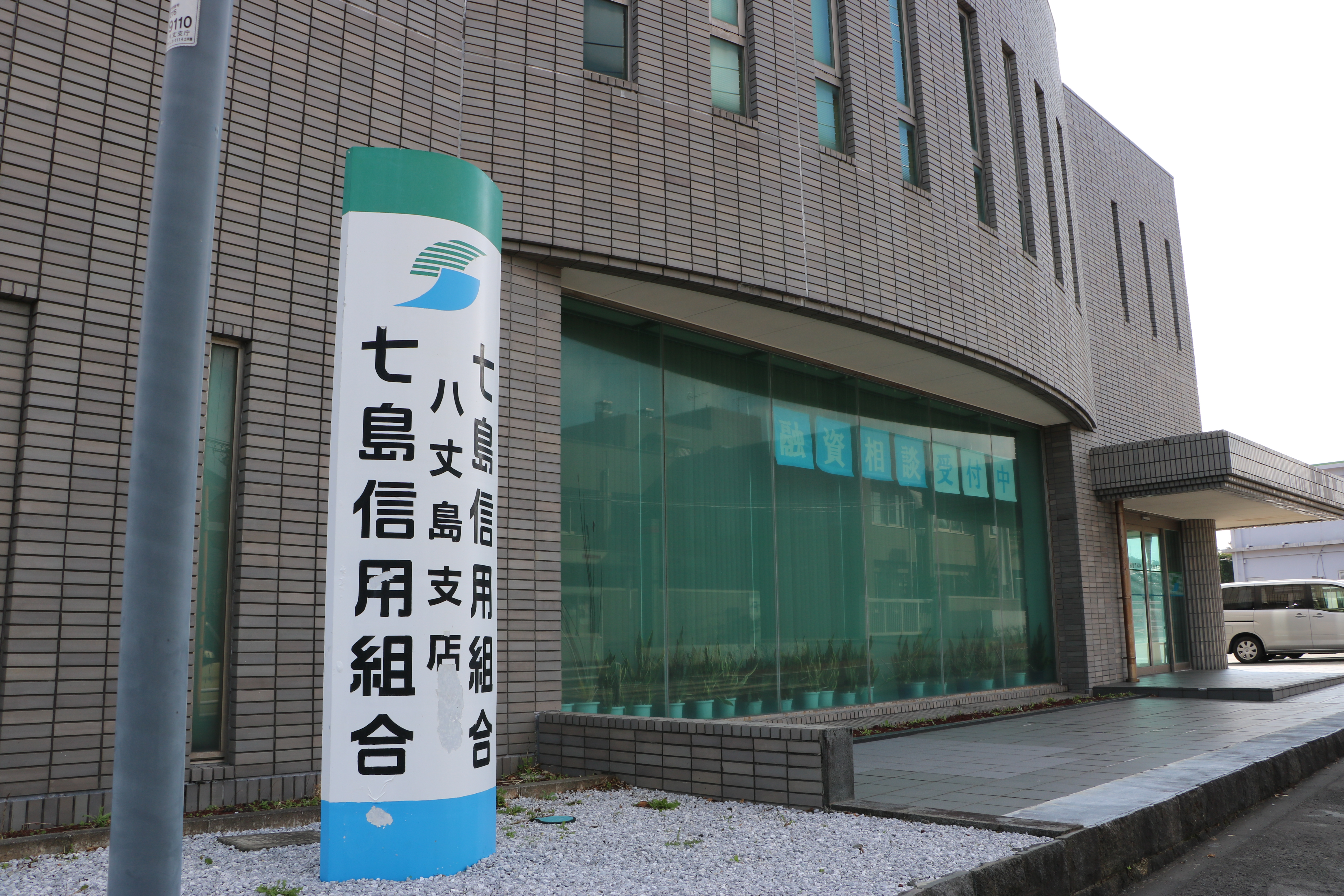
七島信用組合八丈島支店

七島信用組合（しちとうしんようくみあい）は、東京都大島町（伊豆大島）に本店を置く信用組合。営業区域は伊豆諸島、小笠原諸島の島嶼地区が中心。新島村、神津島村、三宅村、八丈町、小笠原村の指定金融機関。

## 概要
小笠原父島では郵便局やJAバンク・JFマリンバンク（漁協）以外、神津島・新島・三宅島では郵便局以外では唯一の金融機関であり、観光客が銀行系のカードを使える貴重な金融機関である。2008年10月1日に本土に初出店となる東京支店を開設した。

## 沿革
- 1957年9月 - 東京中央信用組合（後に経営破綻し、東京スター銀行が譲受）より島嶼地区の営業区域を譲受され、東京都島嶼信用組合設立。
- 1964年7月 - 七島信用組合に改称。
- 1986年11月 - 大島三原山噴火による全島避難に伴い、本店を一時休業。
- 2000年9月 - 三宅島噴火による全島避難に伴い、三宅島支店を休業（2005年3月まで東京仮事務所を設置）。
- 2003年10月 - 小笠原支店を開設。
- 2008年10月 - 東京支店を港区・芝に開設。
- 2012年10月9日 - 式根島出張所を母店である新島支店に統合。
- 2017年11月 - 島嶼部振興のため日本政策金融公庫と覚書を締結[2]。
- 2019年4月 - 移動ATM車「ジャンプくん号」稼働開始
- 2021年5月6日 - 東京支店を港区海岸の竹芝客船ターミナル内に移転。